# Quảng Đông (xã)
Quảng Đông là một xã thuộc huyện Quảng Trạch, tỉnh Quảng Bình, Việt Nam.

## Địa lý

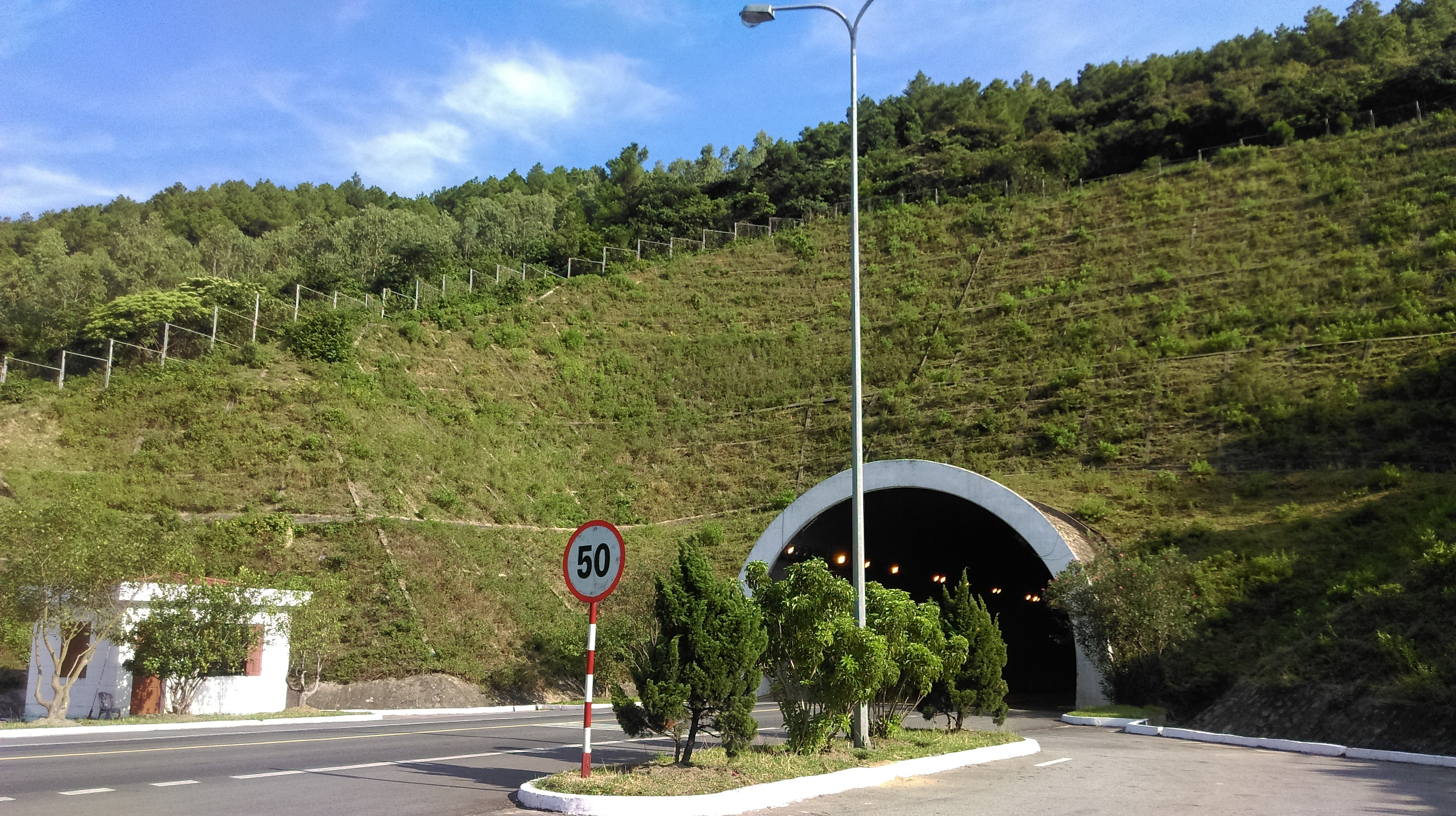
Hầm Đèo Ngang cửa phía Nam

Xã Quảng Đông nằm ở phía bắc huyện Quảng Trạch, cách thị xã Ba Đồn 20 km về phía bắc, có vị trí địa lý:
- Phía đông và phía nam giáp Biển Đông
- Phía tây giáp xã Quảng Phú và xã Quảng Kim
- Phía bắc giáp tỉnh Hà Tĩnh.

Xã Quảng Đông có diện tích 26,48 km², dân số năm 2019 là 5.285 người, mật độ dân số đạt 200 người/km².

## Hành chính
Xã Quảng Đông được chia thành 5 thôn: Vĩnh Sơn, Thọ Sơn, Minh Sơn, Đông Hưng, 19/5.

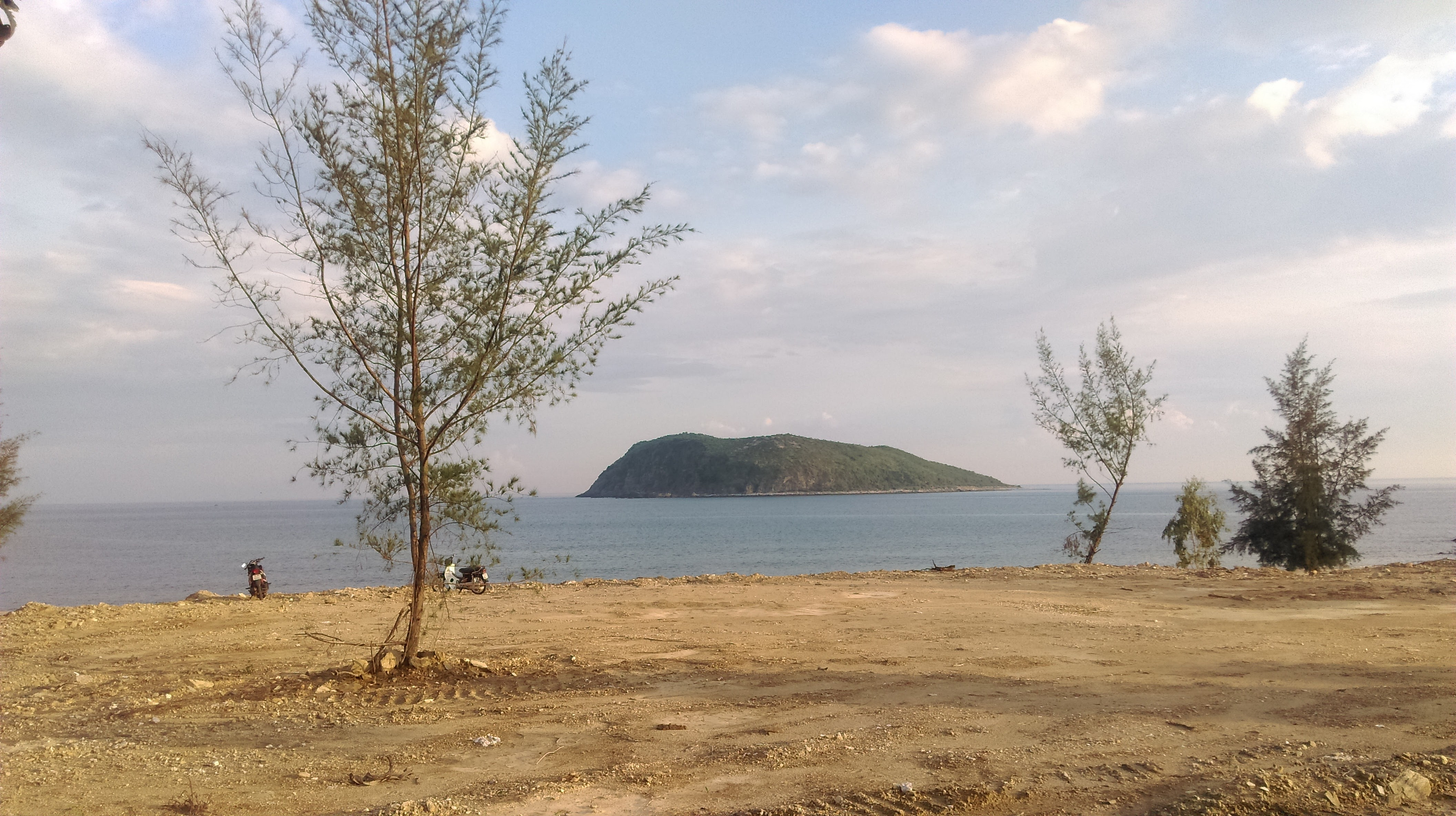
Đảo Yến

## Văn hóa
Khu vực Vũng Chùa - Đảo Yến nằm trên địa phận xã là nơi an táng Đại tướng Võ Nguyên Giáp.

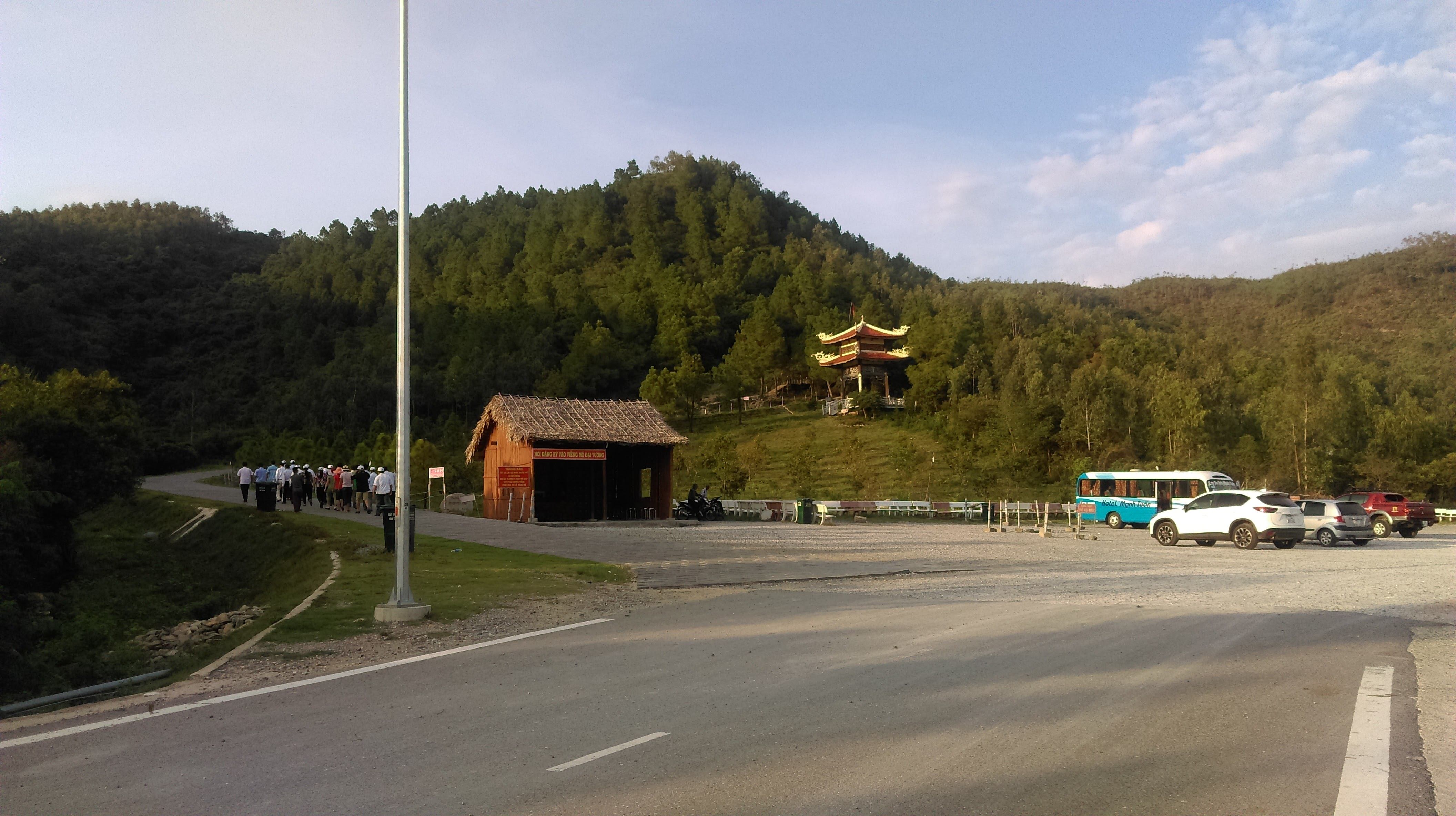
Khu mộ Đại tướng Võ Nguyên Giáp

## Kinh tế - xã hội
Quảng Đông chủ yếu sản xuất nông nghiệp, đánh bắt hải sản và một số ngành phj khác. Khu CN cảng biển Hòn La với quy mô đa ngành đang mở ra một cơ hội lớn cho xã phát triển kinh tế xã hội. Ngoài ra Quảng Đông còn có tiềm năng về du lịch. với đường bờ biển dài hơn 10 km cùng những bãi tắm trong xanh sạch sẽ, sẽ là tiềm năng để phát triển du lịch biển. Ngoài ra còn có những di tích lịch sử như Hoành Sơn Quan, Đền Công chúa Liễu Hạnh sẽ là nơi thu hút du khách đến thưởng ngoạn.